# Great Barton
Great Barton es una localidad situada en Suffolk, Inglaterra (Reino Unido). Tiene una población estimada, a mediados de 2018, de 1627 habitantes.
Está ubicada al este de la región Este de Inglaterra, al noreste de Londres y cerca de la ciudad de Ipswich —la capital del condado— y de la costa del mar del Norte.